# لیما گبوی

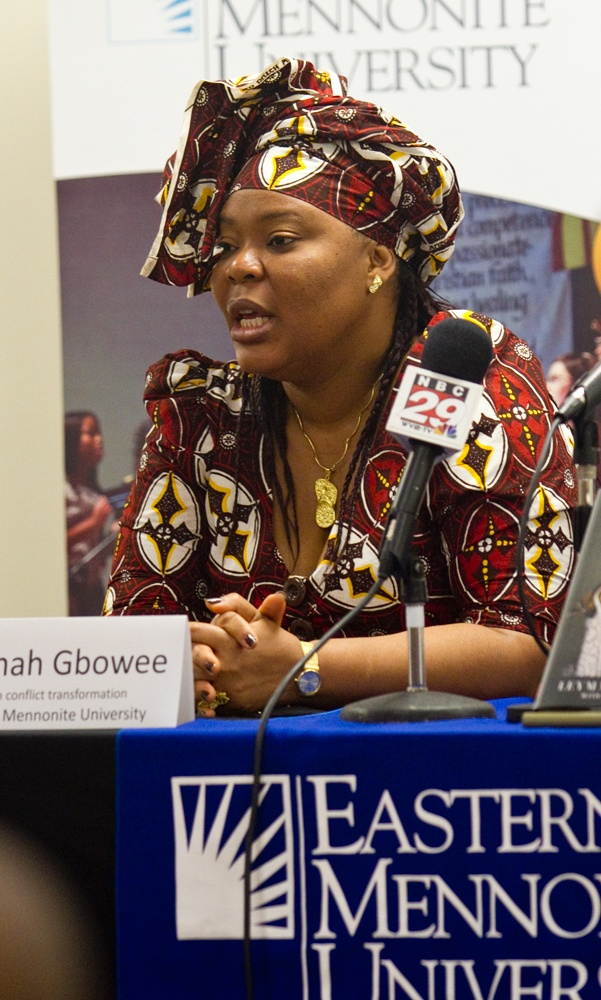

لیما جیبووه (به انگلیسی: Leymah Gbowee) (زاده ۱ فوریه ۱۹۷۲) از برندگان جایزه صلح نوبل در سال 2011 برای "مبارزه بدون خشونت برای امنیت زنان و حقوق زنان در مشارکت برای ایجاد صلح" و از فعالان حقوق بشر اهل لیبریا است. او از فعالان حقوق زنان در آفریقا می‌باشد.

## زندگی‌نامه
لیما جیبووه به تاریخ ۱ فوریه ۱۹۷۲ در مرکز لیبریا متولد شد. در سن ۱۷ سالگی، او با پدر و مادر و دو تن از سه خواهرش در مونروویا زندگی می‌کرد. زمانی که اولین جنگ داخلی لیبریا در سال ۱۹۸۹ شروع شد که تا سال ۱۹۹۶ کشور را هرج و مرج فرا گرفت. وی در کتاب خاطرات خود در سال 2011 نوشته است که "پس از جنگ، او درباره برنامه یونیسف که مردم را به عنوان کارکنان اجتماعی که بعداً به افراد آسیب دیده از جنگ مشاوره می‌دادند، آموزش می‌داد، اطلاع یافت".